# Roméo, Juliette et les Ténèbres
Pour plus de détails, voir Fiche technique et Distribution.
Roméo, Juliette et les Ténèbres (Romeo, Julie a tma) est un film tchécoslovaque réalisé par Jiří Weiss, sorti en 1960.

## Synopsis
Un jeune étudiant de Prague cache une jeune fille juive chez lui pendant la Seconde Guerre mondiale.

## Fiche technique
- Titre : Roméo, Juliette et les Ténèbres
- Titre original : Romeo, Julie a tma
- Réalisation : Jiří Weiss
- Scénario : Jiří Weiss et Jan Otcenásek d'après son roman
- Musique : Jirí Srnka
- Photographie : Václav Hanus
- Montage : Miroslav Hájek
- Société de production : CBK, Ceskoslovenský Státní Film et Filmové studio Barrandov
- Pays :  Tchécoslovaquie
- Genre : Drame, romance et guerre
- Durée : 92 minutes
- Dates de sortie : 
  -  Tchécoslovaquie : 15 avril 1960

## Distribution
- Ivan Mistrík : Pavel
- Daniela Smutná : Hanka
- Jirina Sejbalová : la mère de Pavel
- František Smolík : le grand-père
- Blanka Bohdanová : Kubiasová
- Eva Mrázová : Alena
- Karla Chadimová : Josefka
- Miroslav Svoboda : Würm
- Karla Svobodová : Marticka Würmová

## Distinctions
Le film a reçu la Coquille d'or au festival international du film de Saint-Sébastien.